# Специальная физическая подготовка
Специа́льная физи́ческая подгото́вка (сокр. специа́льная физподгото́вка аббрев. СФП) — укрепление органов и систем (дыхательной, сердечно-сосудистой, мышечной), повышение их функциональных возможностей, развитие двигательных качеств строго применительно к требованиям избранного вида спорта. СФП направлена на развитие физических способностей, отвечающих особенности избранного вида спорта и на максимально возможную степень их развития. Основными средствами СФП спортсмена являются соревновательные и специально-подготовительные упражнения. СФП позволяет спортсмену достигнуть необходимого уровня для соревновательного успеха в конкретном виде спорта. СФП может быть разделена на предварительную специальную физическую подготовку и основную специальную физическую подготовку. СФП основывают на ОФП.

## Цель
Целью СФП является развитие физических способностей и функциональных возможностей органов и систем, определяющих успех спортсмена в избранном виде спорта.